# Geheimen van het Wilde Woud
Geheimen van het Wilde Woud is een kinderboek uit 1965 geschreven door Tonke Dragt. Het is een vervolg op De brief voor de koning. Het boek wordt uitgegeven door Uitgeverij Leopold.

## Inhoud
Dit boek speelt zich lang geleden af in de fictieve rijken van koning Dagonaut en koning Unauwen.
Het boek gaat over een net tot ridder geslagen jongen, Ridder Tiuri met het Witte Schild, en zijn schildknaap Piak. Zij hadden een afspraak met ridder Ristridin om hem te ontmoeten in de lente in het kasteel van zijn voorvaderen, kasteel Ristridin. Ristridin is in het najaar naar het Wilde Woud gegaan om daar op onderzoek uit te gaan. Het Wilde Woud is een groot woud waar men maar weinig van weet, maar waarover vreemde geruchten de ronde doen. Als ridder Ristridin niet komt opdagen, besluiten Tiuri en Piak hem te gaan opzoeken. Samen met ridder Bendoe en ridder Ewijn, die ook op Ristridin aan het wachten zijn, gaan ze naar kasteel Islan, dat dicht bij het Wilde Woud ligt. Daar krijgen ze de zelfde informatie over ridder Ristridin als daarvoor: dat hij in in de herfst het bos heeft verlaten, omdat er niets te beleven viel. Bendoe en Ewijn gaan op onderzoek naar in het nabijgelegen dorp en horen daar geruchten dat hij naar Deltaland is gegaan. Tegelijk gaan Tiuri en Piak richting het Wilde Woud. Daar vinden ze niets, maar wanneer Tiuri er nog eens heen gaat ontmoet hij een bekende van hem, die hem tijdens zijn eerdere avonturen heeft ontmoet: de Dwaas van de Boshut. Deze vertelt hem dat hij Ristridin heeft gezien in het Wilde Woud, in de winter, gehavend en huilend, terwijl hij letters in een boom kerfde. Tegelijkertijd komt er bericht van een inval vanuit Deltaland. Bendoe en Ewijn vertrekken naar de grens waar de inval is geweest. Tiuri besluit niet met hen mee te gaan en gaat met Piak en de Dwaas het Wilde Woud in. Daar vinden ze de boom waar de Dwaas over had verteld en ze komen erachter dat de metgezellen en Ristridin vermoord zijn en er gevaar in het bos is. Op de terugweg uit het bos worden ze overvallen. Tiuri en de Dwaas worden gevangen genomen maar Piak weet te ontsnappen. Tiuri en de Dwaas worden meegenomen het bos in, waar hij gevangen wordt gezet door de Ridder met het zwarte schild. Tiuri komt erachter dat dit de vorst van Eviellan is, de jongste zoon van koning Unauwen. Naast de burcht waar Tiuri nu gevangen zit heeft de Vorst een vergeten weg naar het Rijk van Unauwen opengehakt en bereidt er een verrassingsaanval voor. Onder de mannen van de vorst bevindt zich ook Jaro, een rode ruiter wiens leven Tiuri eerder heeft gered. Met hulp van Jaro kunnen Tiuri en de Dwaas ontsnappen. Ze vluchten het gebied in van de Mannen In Het Groen, waar ze kunnen ontsnappen aan de zwarte ridder. De mannen in het groen zijn mensen die in de Wilde Woud leven en zelfs van boom tot boom kunnen springen. 
Piak probeert ondertussen de bewoonde wereld te bereiken om bericht te geven van het gevaar in het woud.  Als hij die bereikt proberen krijgsmannen van Islan hem gevangen te nemen maar hij weet te ontkomen. Na omzwervingen komt hij terecht in de vergeten stad en de poortwachter daarvan: Adelbart. Samen met Adelbart bereikt Piak het bruine klooster waar hij boodschappers kan sturen naar Koning Dagonaut en kasteel Mistrinaut. De heer van Mistrinaut komt meteen met krijgers en samen trekken ze terug het Wilde Woud in.  Wanneer zij in het gebied van de Mannen in het Groen naderen gaan Piak en Adelbart vooruit om met ze te praten. Daar ontmoeten ze Tiuri, Jaro en de Dwaas weer die bij de leider van de Mannen in het Groen is, de meester van de Wilde Woud.
Samen met de meester van het Woud en de heer van Mistrinaut besluiten ze wat ze gaan doen. Jaro brengt de Dwaas terug naar de boshut, de heer van Mistrinaut trekt zich terug en wacht op versterking om vervolgens de vijand in het woud aan te vallen. De mannen in het groen zullen hun eigen gebied beschermen. Tiuri en Piak gaan naar het rijk van Unauwen om ze daar te waarschuwen voor de verrassingsaanval. Van de meester van het Wilde Woud krijgen ze informatie over een gong die iedereen kan waarschuwen. Ze trekken de bergen over maar worden gedwarsboomd door helpers van de zwarte Ridder en Tiuri raakt ernstig gewond. Ondanks dat bereiken ze de gong en waarschuwen zo de inwoners van Unauwen. 
Ridder Ristridin heeft al die tijd gevangen gezeten in kasteel Islan, maar wordt vrijgelaten wanneer Tiuri gevangen wordt genomen. Hij reist terug naar kasteel Ristridin waar hij iedereen waarschuwt voor het gevaar in het woud en de aanval op Unauwen. Bendoe wordt als bode naar Unauwen gezonden om het bericht te vertellen. Samen met de krijgers van Ristridin en Tiuri de Dappere, de vader van Ridder Tiuri met het Witte Schild trekken ze het Wilde Woud in net op tijd om de krijgers van Mistrinaut te helpen. Door de tijdige waarschuwing van Tiuri en Piak is de aanval mislukt en trekken de krijgers van Eviellan zich terug in het Woud. Piak en Tiuri trekken terug naar het Wilde Woud.
De vorst van Eviellan daagt zijn broer, de kroonprins van Unauwen uit tot een duel. De winner mag in het bos blijven de verliezer moet zijn troepen terug trekken. Na een lang duel wint de kroonprins maar de laatste daad van de Vorst van Eviellan was kwaadaardig, door te vechten met een vergiftigd zwaard sterft ook de kroonpins. De krijgers van Eviellan trekken zich terug, de krijgers van Unauwen gaan terug naar hun land en er keert rust in het Wilde Woud terug.

## Voortzettingen
Naast De brief voor de koning en Geheimen van het Wilde Woud heeft Tonke Dragt nog twee boeken geschreven die zich ook afspeelden in de rijken van koning Dagonaut en Unauwen. In Het gevaarlijke venster zijn twee sagen in het land van Unauwen te lezen. Andere verhalen over het land van Unauwen zijn te lezen in Het dansende licht.